# تمپل‌اواس
تمپل‌اواس (به انگلیسی: TempleOS) (که قبلاً با نام‌های سیستم‌عامل J SparrowOS و LoseThos هم شناخته می‌شد) سیستم‌عاملی سَبُک با تم کتاب مقدس است که در طول حدود یک دهه توسط برنامه‌نویسی به نام تری ای دیویس 1969 - 2018 ( Terry A. Davis) ساخته شده‌است.

## تاریخچه
توسعه TempleOS در سال ۲۰۰۳ آغاز شد. پس از آن که دیویس بخاطر اسکیزوفرنی در بیمارستان بستری شد.
دیویس درگذشته خداناباور بوده و باور داشت که می‌تواند با خدا صحبت کند و خدا به او گفته که سیستم‌عاملی که ساخته است معبد رسمی خدا است. به گفته او خدا گفته که سیستم‌عامل را در رزولوشن 640x840 و با ۱۶ رنگ به همراه یک صدا بسازد. سیستم‌عامل با زبانی که توسط خود دیویس نوشته شده یعنی سی مقدس (HolyC) طراحی شده‌است. سیستم‌عامل از فایل‌سیستمی که توسط دیویس طراحی شده به نام دریای سرخ (Red Sea) بهره می‌گیرد.
در حال حاضر نسخه 64 بیتی آن موجود است .

## قابلیت‌ها
TempleOS عمداً از هیچ شبکه‌ای پشتیبانی نمی‌کند. از ASCII هشت بیتی به علاوه گرافیک پشتیبانی می‌کند؛ و شامل کتابخانه‌ای دوبعدی و سه‌بعدی است که در رزولوشن 640x480 با ۱۶ رنگ اجرا می‌شود.
این سیستم عامل شامل ارجاعات زیادی به کتاب مقدس است از جمله نرم‌افزاری به اسم AfterEgypt که به کاربر اجازه می‌دهد تا «با خدا از طریق یک پیشگو ارتباط برقرار کند.»